# Aphyocypris chinensis
Aphyocypris chinensis е вид лъчеперка от семейство Шаранови (Cyprinidae). Видът е незастрашен от изчезване.

## Разпространение
Разпространен е в Китай, Северна Корея, Южна Корея и Япония (Кюшу).

## Описание
На дължина достигат до 6 cm.